# 롤라 몽테스
《롤라 몽테스》(Lola Montez, Lola Montes)는 독일(구 서독)에서 제작된 막스 오퓔스 감독의 1955년 드라마 영화이다. 마르틴 캐롤 등이 주연으로 출연하였고 앨버트 카라코 등이 제작에 참여하였다.

## 출연

### 주연
- 마르틴 캐롤
- 피터 유스티노프

### 조연
- 안톤 월브룩
- 헨리 귀솔
- 리스 데라메어
- 폴레트 더보스
- 오스카 베르너

## 기타
- 미술: 장 도본
- 의상: 마르셀 에스코피어